# Quoi de neuf, Bob ?
Pour plus de détails, voir Fiche technique et Distribution.
Quoi de neuf, Bob ? ou Comment ça va Bob? au  Québec (What about Bob?) est un film américain réalisé par Frank Oz, sorti en 1991.

## Synopsis
Un éminent psychiatre, le Dr Léo Marvin, est sur le point de partir en vacances en famille. Mais un de ses collègues lui envoie alors un patient, Bob Wiley, qui accumule un nombre impressionnant de névroses et a épuisé une vingtaine de praticiens. Le Dr Marvin le reçoit un jour avant son départ pour le lac Winnipesaukee. Wiley, persuadé que ce médecin sera son sauveur, le suit jusque dans sa maison au bord du lac et s’y installe chez les Gudman, des résidents qui en veulent au docteur car il a acheté la maison de leur rêve. Il héberge Bob , le reste de la famille du psychiatre le trouvant fort sympathique. Il va devenir extrêmement difficile au Dr Marvin – qui peu à peu sombre dans un délire de persécution – de l’en déloger.

## Fiche technique
- Titre français : Quoi de neuf, Bob ?
- Titre original : What about Bob ?
- Réalisation : Frank Oz
- Scénario : Tom Schulman, d'après une histoire d'Alvin Sargent et Laura Ziskin
- Musique : Miles Goodman
- Photographie : Michael Ballhaus et David M. Walsh (prises de vues additionnelles)
- Montage : Anne V. Coates
- Production : Laura Ziskin
- Société de production : Touchstone Pictures
- Société de distribution :  États-Unis Touchstone Pictures,  France Warner Bros. France (distribution cinéma)
- Pays :  États-Unis
- Langue : Anglais
- Format : Couleur - Dolby stéréo - 35 mm - 1.85:1
- Genre : Comédie
- Durée : 99 min
- Dates de sortie : 
  -  États-Unis : 17 mai 1991
  -  France : 13 novembre 1991

## Distribution
- Bill Murray (VF : Patrick Guillemin ; VQ : Marc Bellier) : Bob Wiley
- Richard Dreyfuss (VF : Michel Papineschi ; VQ : Hubert Fielden) : Dr. Leo Marvin
- Julie Hagerty (VF : Céline Monsarrat ; VQ : Élizabeth Lesieur) : Fay Marvin
- Charlie Korsmo (VF : Maël Davan-Soulas) : Sigmund 'Siggy' Marvin
- Kathryn Erbe (VF : Julie Turin ; VQ : Violette Chauveau) : Anna Marvin
- Tom Aldredge (VF : Pierre Baton) : M. Guttman
- Susan Willis (VF : Lita Recio) : Mme Guttman
- Roger Bowen (VF : Jean-Pierre Delage ; VQ : Ronald France) : Phil
- Reg E. Cathey (VF : Éric Missoffe ; VQ : Éric Gaudry) : Howie
- Fran Brill (en) (VF : Régine Teyssot) : Lily Marvin
- Brian Reddy (VF : Gilbert Lévy ; VQ : Guy Nadon) : Carswell Fensterwald
- Doris Belack (VF : Nicole Favart ; VQ : Yolande Roy) : Dr. Catherine Tomsky
- Melinda Mullins (en) (VF : Véronique Augereau) : Marie Grady, la journaliste de Good Morning America
- Marcella Lowery : Betty
- Margot Welch : Gwen
- Barbara Andres : Claire
- Aida Turturro : la prostituée
- Stuart Rudin (VF : Philippe Peythieu) : l'homme fou dans la rue de New York
- Dennis Scott : le flic motard

## Anecdote
En réalité, les scènes au bord du lac ont été tournées au « Smith Mountain Lake », en Virginie, parce que la saison d'automne était déjà apparue au lac Winnipesaukee.
Le film est sorti aux États-Unis durant l'été 1991 avec d'autres titres du studio tel que Dick Tracy et Les Aventures de Rocketeer mais seule la ressortie du long métrage d'animation Les 101 Dalmatiens (1961) a été un succès financier pour le trimestre.